# 216 Kleopatra
216 Kleopatra (uneori 216 Cleopatra) este un asteroid din centura principală, descoperit pe 10 aprilie 1880, de astronomul austriac Johann Palisa, la Observatorul Astronomic din Pola, azi în Croația.

## Denumirea asteroidului
Asteroidul poară numele Cleopatrei, faimoasa regină a Egiptului.

## Caracteristici
Kleopatra este un asteroid relativ mare, care măsoară 217 × 94 × 81 km.
216 Kleopatra este notabil prin forma sa asemănătoare unui os. În 2008 s-a observat că este vorba de un asteroid ternar, în jurul său orbitând doi mici sateliți.
Forma sa bilobată a fost descoperită prin optica adaptativă a telescopului de 3,6 metri al ESO, de la Observatorul Astronomic din La Silla. O observație radar prin radiotelescopul Arecibo a permis să fie scoasă în evidență morfologia neobișnuită a asteroidului care reamintește de un os. Explicația cea mai plauzibilă este că asteroidul Kleopatra este un sistem binar de contact: doi asteroizi de talii similare, care orbitau împreună, au sfârșit prin a intra în contact și a se suda în loc să se dezagrege. 
Noi observații la foarte mare rezoluție, realizate în septembrie 2008 cu telescopul de 10 m al Observatorului W. M. Keck au scos în evidență existența a doi mici sateliți pe orbită în jurul asteroidului Kleopatra. Urmărirea mișcării lor a permis „cântărirea” asteroidului folosindu-se Cea de-a treia lege a lui Kepler: masa astfel măsurată, raportată la volumul obiectului, dă o densitate de 3,6 grame pe centrimetru cub pentru Kleopatra; analizele spectroscopice îl clasează printre asteroizii de asteroizii de tip M, adică având compoziție metalică.

## Sateliți

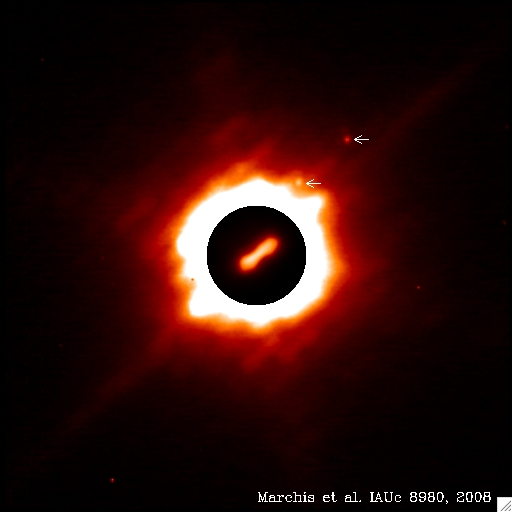
Kleopatra și cei doi sateliți ai săi.

Doi sateliți sunt cunoscuți. Au fost descoperiți de Franck Marchis, Pascal Descamps, Jerome Berthier și Joshua P. Emery în 2008:
- Alexhelios[10][11], oficial 216 Kleopatra I Alexhelios, cu denumirea provizorie S/2008 (216) 1, are un diametru de 5 km și o orbită cu semiaxa majoră de 775 km.[12]
- Cleoselene[10][11], oficial 216 Kleopatra II Cleoselene, denumire provizorie S/2008 (216) 2, are un diametru de 3 km și o orbită cu semiaxa majoră de 380 km.[12]

Cei doi sateliți au primit numele celor doi copii gemeni ai Cleopatrei și ai lui Marc Antoniu: Alexandru Helios și Cleopatra Selene II, în 2011.